# رون وایات

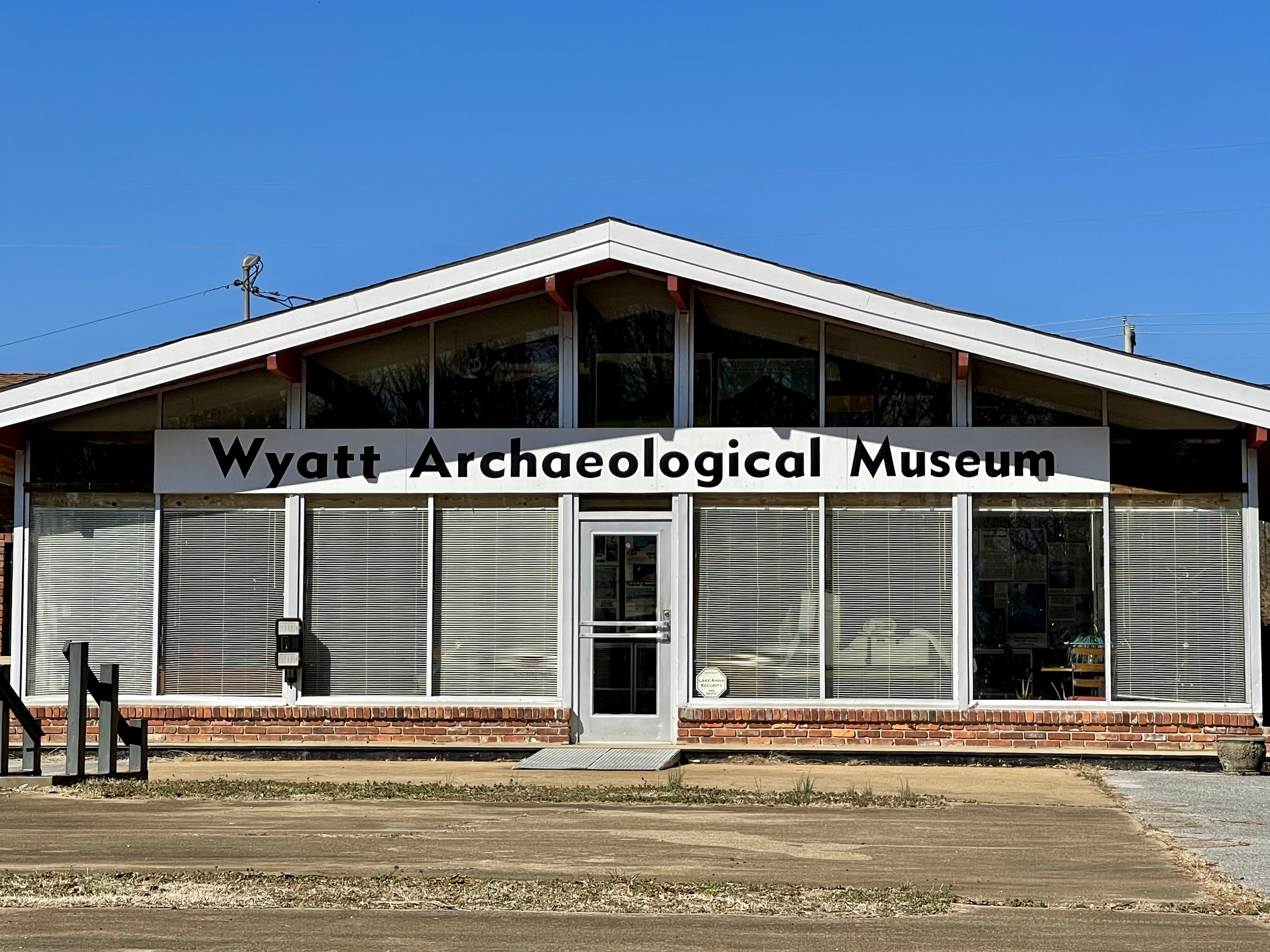
نمای ساختمان موزهٔ رون ویات در کورنرسویل - ۲۰۲۲

رون ویات (۱۹۳۳–۱۹۹۹) ماجراجو و پرستار بیهوشی بود که به‌خاطر ادعای کشف بقایای کشتی نوح و محل رد شدن موسی از نیل، مورد توجه قرارگرفت .

## کشف‌های ادعایی
رون ویات ادعا داشت موارد زیر را کشف کرده است:
- کشتی نوح و سنگهای لنگر و پرچها و چفت و بستهای اصلی آن در سایت دوروپینار در ۲۹ کیلومتری جنوب کوه آرارات
- خانه‌ای که نوح بعد از طوفان ساخت و قبر نوح و همسرش.
- محل شهر‌های سدوم و گموراه به همراه گلوله‌های گوگردی‌ای که این دو شهر را نابود کرده‌اند.
- برج بابل در جنوب ترکیه
- چگونگی ساخته شدن اهرام مصر
- مکان طور سینا در عربستان سعودی در مکانی موسوم به جبل اللوز
- مکان عبور یهودیان از دریای سرخ در خلیج عقبه، هنگام خروج از مصر و فرار از دست فرعون
- چرخ‌های ارابه فرعونیان و دیگر عتیقه‌های مربوط به آن‌ها در کف دریای سرخ
- اتاقی در انتهای هزارتویی از تونل‌ها در زیر شهر اورشلیم حاوی مصنوعاتی از هیکل سلیمان (شامل تابوت عهد)
- سنگ‌های اصلی متن ده فرمان و عهد خدا با بنی اسرائیل
- مکان به صلیب کشیدن مسیح
- نمونه خون مسیح در محل مصلوب شدن او درون شکافی حاصل از زلزله در زیر مکان مصلوب شدن که به گفته ویات به جای ۴۶ کروموزوم، ۲۴ کروموزوم داشته است.
- کوزه‌های تدفین در ساحل اشقلون [۱][۲]